# جون هايز (رجل أعمال)
جون هايز (يوليو 1949 - 13 نوفمبر 2020)، هو رجل أعمال بريطاني، والمؤسس والرئيس التنفيذي لشركة هايز ترافيل، أكبر وكالة سفر مستقلة في المملكة المتحدة.